# Невафільм
Невафільм (раніше Нева-1) — російська кінокомпанія, розташована в Санкт-Петербурзі (головний офіс) і Москві. Займається дублюванням іноземних кінофільмів на російську мову, передублюванням вітчизняних фільмів, кінопрокатом, проектуванням кінотеатрів, поставками обладнання для кінотеатрів і сервісом по кінообладнанню включаючи кінотеатри IMAX.
Компанія була заснована у квітні 1992 року і з самого початку стала займатися дубляжем іноземних фільмів на російську мову. Основна ставка була зроблена на використання нових технологій, що дозволило стати першою (а до 1996 року — єдиною) з російських компаній, здатної здійснювати запис телевізійних та електронних зображень на кіноплівку і виробляти титри для кінокартин електронними методами — при тому, що зарубіжних фільм-рекордерів в Росії тоді ще не було.
Спочатку дубляж фільмів вівся на замовлення російських кінопрокатників, проте в 1994 році компанії надійшов перший замовлення від іноземної студії Walt Disney Pictures і Sony Pictures. В 1998 році компанія розвиває технічну базу і починає займатися поставками апаратури для підприємств кінопоказу.
20 листопада 2008 року компанія «Невафільм» і Корпорація IMAX оголосили про підписання довгострокової угоди про технічної підтримки кінотеатрів IMAX на території Росії і СНД, виходячи з якого до 2011 року на території СНД має працювати в загальній складності 20 кінотеатрів, в даний момент число кінотеатрів на території країн СНД становить 40 кінотеатрів IMAX. На даний момент на території Росії і СНД всього троє кваліфікованих техніків IMAX, що мають відповідні сертифікати, які пройшли спеціальну підготовку.
У серпні 2022 року московська філія «Невафільму» була закрита через відсутність зарубіжного контенту для дубляжу і закриття кінотеатрів, що триває, у зв'язку з призупиненням діяльності в Росії великих зарубіжних кінопрокатників з весни 2022 року через вторгнення Росії в Україну.

## Клієнти
- Disney Character Voices International (1994—2022)
- Єкатеринбург-Арт (1996—1997)
- Warner Bros. (1996—2008)
- 20th Century Fox (1998—2022)
- Sony Pictures Entertainment (1998—2013)
- DreamWorks (2000—2022)

## Невафільм Україна
У минулому український підрозділ російської студії дублювання «Невафільм». Підрозділ проіснував з 2006 по 2010 рік, остання стрічка дубльована студією українською — «Звідки ти знаєш?» (2010). Внизу подано список всіх кінострічок та мультфільмів дубльованих українським підрозділом «Невафільм Україна»:

### Фільми
- Звідки ти знаєш? / How Do You Know (2010)
- Зубна фея / Tooth Fairy (2010)
- Карате кід / Хлопець каратист / The Karate Kid (2010)
- Персі Джексон та викрадач блискавок / Percy Jackson & the Olympians: The Lightning Thief (2010)
- Солт / Salt (2010)
- Хроніки Нарнії. Підкорювач світанку / The Chronicles of Narnia: The Voyage of the Dawn Treader (2010)
- Аватар / Avatar (2009)
- Ангели і демони / Angels & Demons (2009)
- Війна наречених / Bride Wars (2009)
- Вітаємо у Зомбіленді / Ласкаво просимо у Зомбіленд / Zombieland (2009)
- Гола правда / The Ugly Truth (2009)
- 12 раундів / 12 Rounds (2009)
- 2012-ий / 2012 (2009)
- Дев’ятий округ / Район №9 / District 9 (2009)
- Інший світ. Повстання ліканів / Underworld: Rise of the Lycans (2009)
- Ніч у музеї 2 / Night at the Museum: Battle of the Smithsonian (2009)
- Перлини дракона. Еволюція / Dragonball Evolution (2009)
- Рожева пантера 2 / The Pink Panther 2 (2009)
- Термінатор. Спасіння прийде / Terminator Salvation (2009)
- Австралія / Australia (2008)
- Будь моїм хлопцем на п’ять хвилин / Nick and Norah's Infinite Playlist (2008)
- 27 весіль / 27 Dresses (2008)
- Двадцять одне / 21 (2008)
- День, коли Земля зупинилась / The Day the Earth Stood Still (2008)
- Дзеркала / Mirrors (2008)
- Знайомтесь: Дейв / Meet Dave (2008)
- Квант милосердя / Квантум милосердя / Quantum of Solace (2008)
- Макс Пейн / Max Payne (2008)
- Марлі та я / Марлі і я / Marley & Me (2008)
- Не займайте Зохана / You Don't Mess with the Zohan (2008)
- Сім душ / Сім життів / Seven Pounds (2008)
- Телепорт / Джампер / Jumper (2008)
- Точка обстрілу / Vantage Point (2008)
- Хенкок / Генкок / Hancock (2008)
- Хлопці будуть у захваті / The House Bunny (2008)
- Хроніки Нарнії 2. Принц Каспіян / The Chronicles of Narnia: Prince Caspian (2008)
- Явище / The Happening (2008)
- Зачарована / Enchanted (2007)
- Ідеальний незнайомець / Perfect Stranger (2007)
- Людина-павук. Ворог у тіні / Spider-Man 3 (2007)
- Міцний горішок 4.0 / Live Free or Die Hard (2007)
- Первобутній / Первісний страх / Primeval (2007)
- Пірати Карибського моря. На краю світу / Pirates of the Caribbean: At World's End (2007)
- Примарний вершник / Ghost Rider (2007)
- Реальні кабани / Wild Hogs (2007)
- Скарб нації 2. Книга таємниць / National Treasure: Book of Secrets (2007)
- Слідопит / Pathfinder (2007)
- Супер перці / Superbad (2007)
- Чужі проти хижака 2 / AVPR: Aliens vs Predator - Requiem (2007)
- Міст у Терабітію / Bridge to Terabithia (2007)
- Дежа вю / Deja Vu (2006)
- Диявол носить «Прада» / The Devil Wears Prada (2006)
- Ераґон / Eragon (2006)
- Здохни, Джон Такер / Джон Такер повинен умерти / John Tucker Must Die (2006)
- Казино Рояль / Casino Royale (2006)
- Ніч у музеї / Night at the Museum (2006)
- Рятівник / The Guardian (2006)
- У гонитві за щастям / The Pursuit of Happyness (2006)
- Пірати Карибського моря. Скриня мерця / Pirates of the Caribbean: Dead Man's Chest (2006)
- Космічна станція / Space Station 3D (2002)

### Мультфільми
- Мінлива хмарність, часом фрикадельки (мультфільм) / Cloudy with a Chance of Meatballs (2009)
- ВОЛЛ-I (мультфільм) / WALL·E (2008)
- Сезон полювання 2 (мультфільм) / Open Season 2 (2008)
- Феї (мультфільм) / Tinker Bell (2008)
- Рататуй (мультфільм) / Ratatouille (2007)
- Секрет Робінсонів (мультфільм) / Meet the Robinsons (2007)
- Тримай хвилю (мультфільм) / Surf's Up (2007)
- Сезон полювання (мультфільм) / Open Season (2006)
- Тачки (мультфільм) / Cars (2006)
- Клуб Міккі Мауса (мультсеріал) / Mickey Mouse Clubhouse (2006, лише 1-ий сезон)
- Вінні та Лампі святкують Геловін (мультфільм) / Pooh's Heffalump Halloween Movie (2005)
- Вінні та Хобоступ / Вінні і Слонотоп (мультфільм) / Pooh's Heffalump Movie (2005)
- Курча Ціпа (мультфільм) / Chicken Little (2005)
- Ліло та Стіч 2 / Ліло і Стіч 2 (мультфільм) / Lilo & Stitch 2: Stitch Has a Glitch (2005)
- Тарзан 2 (мультфільм) / Tarzan II (2005)
- Мулан 2 (мультфільм) / Mulan II (2004)
- Супер-сімейка (мультфільм) / The Incredibles (2004)
- Міккі. І знову під Різдво (мультфільм) / Mickey's Twice Upon a Christmas (2004)
- Братик ведмедик (мультфільм) / Brother Bear (2003)
- Атлантида. Загублена імперія (мультфільм) / Atlantis: The Lost Empire (2001)